# Tiszaszalka
Tiszaszalka község Szabolcs-Szatmár-Bereg vármegye Vásárosnaményi járásában.

## Fekvése
A megye egykor Bereg vármegyéhez tartozó részén, a Tisza jobb partján fekszik.
A közvetlenül szomszédos települések: kelet felől Vámosatya, dél felől a Vásárosnaményhoz tartozó Gergelyiugornya, délnyugat felől Kisvarsány és Nagyvarsány, nyugat felől Gyüre (utóbbi három a Tisza túlsó, bal partján), északnyugat felől pedig Tiszavid.
A térség fontosabb települései közül Vámosatya 6, Gelénes 8,5, Beregdaróc 15,5, Vásárosnamény pedig 7,5 kilométer távolságra található.

### Megközelítése
Közúton a község három irányból érhető el: Gergelyiugornya, illetve Tiszaadony-Tiszavid felől a 4113-as, Beregdaróc felől pedig a 4122-es úton.

## Története
A falu létrejöttéhez, elnevezéséhez legenda fűződik. Ez arról szól, hogy honfoglaló őseink egy csapata tábor-lakóhelyet keresve a Tisza vonalát követve haladt. Egy a vizektől, vadaktól védett, az ívelt folyókanyartól óvott magaslaton találtak ilyet. Sátort vertek. Éhük elverésére a közeli álló és folyóvizekből halat fogtak. Az étkezésüket a halszálkák lassították. A szálkás vacsorára utalva a helyet „Szálká”-nak nevezték maguk mögött. Később a folyó közelsége miatt a Tisza előtagot kapta.
Tiszaszalka neve 1289-ben tűnik fel először, Zalka írásmóddal, (Dl. 12 51.) a Gutkeled nemzetség egyik ágának osztozásakor, mint vásárolt birtok, melyet Atyai Mátyás és Pál, Balkányi Lőrincznek engedett át. 1330-ban Balkányi László fiai előbb 62 M-ért elzálogosították Szalkát, majd további 38 M-ért (összesen 100 M-ért) eladták Magyar Pál (dictus) mesternek. 1331-i újabb adásvételi szerződésben tartozékait is felsorolják, ekkor van említve Mindenszentek tiszteletére szentelt fakápolnája is. 1331-ben Bács (Szabolcs vm) határosának írták. 1299-ben kelt oklevélben Vid (Tiszavid) szomszédosának volt írva. 1369-ben Erzsébetnek, Nagy Lajos király anyjának birtoka.
1595-ös feljegyzések már népes református közösségéről számolnak be. 1764-től a reformátusok már anyakönyvet is vezettek.
Az 1848–49-es forradalom és szabadságharc alatt a falu fiataljai a X. Honvéd zászlóaljba esküdtek fel. 1880-ban a település a Kaszonyi járás székhelye volt.
1925-ben a faluban megalakult a római katolikus egyház, s pár éven belül kápolnájuk is lett.
Az I. és II. világháború a faluban is sok áldozatot követelt.

## Közélete

### Polgármesterei
- 1990–1994: Lapos István (Agrárszövetség)[3]
- 1994–1998: Lapos István (független)[4]
- 1998–2002: Lapos István (független)[5]
- 2002–2006: Lapos István (független)[6]
- 2006–2010: Lapos István (független)[7]
- 2010–2014: Lapos István (független)[8]
- 2014–2019: Lapos István (független)[9]
- 2019–2024: Udvarhelyiné Deák Ildikó (független)[10]
- 2024– : Forgó István (független)[1]

## Népesség
A település népességének változása:
| Lakosok száma | 866  | 863  | 870  | 894  | 832  | 841  | 836  |
|               | 2013 | 2014 | 2015 | 2021 | 2022 | 2023 | 2024 |

2001-ben a község lakosságának közel 100%-a magyar nemzetiségűnek vallotta magát.
A 2011-es népszámlálás során a lakosok 93,4%-a magyarnak, 0,4% cigánynak, 0,4% ukránnak mondta magát (6,6% nem nyilatkozott; a kettős identitások miatt a végösszeg nagyobb lehet 100%-nál). A vallási megoszlás a következő volt: római katolikus 20%, református 59,9%, görögkatolikus 2,9%, evangélikus 0,2%, felekezeten kívüli 4,7% (12,1% nem válaszolt).
2022-ben a lakosság 93,9%-a vallotta magát magyarnak, 0,8% cigánynak, 0,8% ukránnak, 0,5% németnek, 0,1-0,1% horvátnak, ruszinnak és lengyelnek, 1,2% egyéb, nem hazai nemzetiségűnek (6,1% nem nyilatkozott; a kettős identitások miatt a végösszeg nagyobb lehet 100%-nál). Vallásuk szerint 15,1% volt római katolikus, 52,2% református, 1,4% görög katolikus, 0,2% egyéb keresztény, 0,2% ortodox, 3,4% felekezeten kívüli (27,3% nem válaszolt).

## Nevezetességei
- Református templom - A 15. században épült.
- Római katolikus templom - 1936-ban készült el.
- I-II. Világháborús emlékmű.
- Váci Mihály szobor.

### Bag
Tiszaszalka határába esett az Árpád-korban - a ma már csak puszta - Bag is, mely az egyedi monostor birtoka volt, és melyet 1278-ban említettek az oklevelek, mikor a kegyurak; a Gutkeled nemzetségbeli Kozma és Ivánka védelmükbe vettek, majd ugyanők 1297-ben a rokon Drug fiakkal együtt, mint lakatlan birtokot adták cserébe Reszegei Morhardus fia Jánosnak.

## Külső hivatkozások
- Tiszaszalka Önkormányzatának honlapja